# Aaron Peirsol
Aaron Wells Peirsol (Irvine, California, 23 de julio de 1983) es un nadador estadounidense. Peirsol participó en los Juegos Olímpicos de Sídney 2000, Atenas 2004 y Pekín 2008, ganando un total de siete medallas.5 de oro y 2 de plata. Ha ganado dos medallas de oro olímpicas en los 100 m espalda y un oro y dos platas en los 200 m espalda. Peirsol también ganó el campeonato mundial en los 100 metros espalda en 2003, 2005 y 2007, y ganó los 200 metros espalda en 2001, 2003, 2005 y 2009.
Ganó su primera medalla olímpica con 17 años, en los Juegos Olímpicos de Sídney 2000 en los 200 metros espalda.
Desde el 31 de julio de 2009 hasta la actualidad (agosto de 2025) es el plusmarquista mundial de los 200 m espalda en piscina de 50 metros con un tiempo de 1:51,92.
El 2 de febrero de 2011, a la edad de 27 años, Aaron Peirsol anunció que se retiraba oficialmente del mundo de la natación profesional.
En noviembre de 2015, Peirsol fue incluido en el International Swimming Hall of Fame.